# Carlos Greykey
Carlos Greykey, nascut com Carlos José o José Carlos Grey Molay, (Barcelona, 4 de juliol de 1913—França, 1982) fou un combatent republicà català, notable per ser l'únic presoner d'aquesta nacionalitat i negre que va estar reclòs (i va sobreviure) en el camp de concentració de Mauthausen.

## Trajectòria

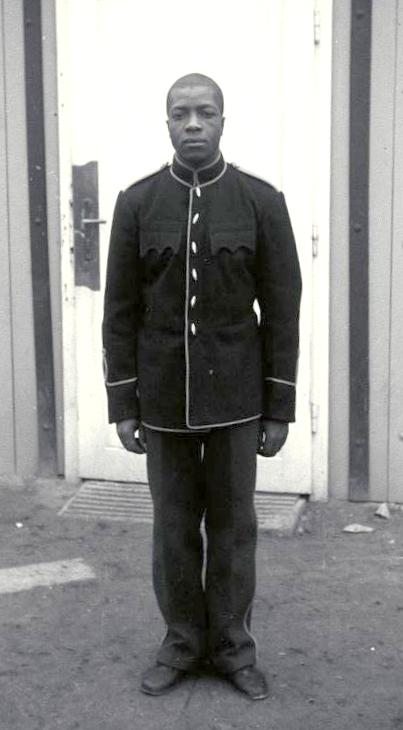
Una altra de les tres fotos de Greykey, en Mauthausen.

Carlos José Grey Molay va néixer a Barcelona el 1913, de pares procedents de la, llavors, colònia espanyola de Fernando Poo (actual Bioko, Guinea Equatorial). Va tenir diversos germans. Encara que d'orígens humils (la seva mare netejava portals en el selecte Passeig de Gràcia de la ciutat comtal) va poder estudiar i anar a la universitat on va cursar Medicina. L'esclat de la Guerra Civil va fer que, sense arribar a acabar la carrera, s'unís a les tropes que combatien contra els revoltats. Després de la derrota republicana va passar a França on va tornar a lluitar contra els règims feixistes, participant en l'esforç de guerra francès contra l'Alemanya nazi (no consta si en les Companyies de Treballadors Estrangers o en la Legió Estrangera). Se sap que, en produir-se la victòria alemanya va ser internat, juntament amb diversos milers d'espanyols en condicions similars, en camps de presoners de guerra. Després de passar per un dels subcamps del Stalag V C. a Wildberg (Alemanya), fou enviat a mitjans del 1941 al camp de concentració de Mauthausen.
Greykey va arribar al camp el 21 de juny de 1941. El seu color de pell el va fer ressaltar inevitablement entre la resta de presos espanyols arribats amb ell al camp, formats nus al denominat pati de garatges. Les persones negres van ser un altre dels objectius del racisme dels nazis, als quals Hitler considerava intrínsecament lascius i perillosos corruptors de la sang ària, i als quals desqualifica explícitament en el seu llibre Mein Kampf. Un capità de les SS li va passar un drap per la cara per verificar si efectivament era negre. A preguntes de l'oficial, Greykey va respondre en alemany, la qual cosa sembla haver estat la raó que no anés enviat immediatament a ser gasejat. En paraules de Juan de Diego, un dels supervivents, «els alemanys no estaven acostumats a veure a persones de color. Així que van vestir Carlos amb roba de la guàrdia real iugoslava, un vestit vermell, per fer-ne una espècie de grum com els que es veuen als hotels. Un grum per obrir la porta i per servir a la taula». Segons Mariano Constante, un dels caps de l'organització comunista clandestina espanyola en Mauthausen, les SS «l'humiliaven, però això el va salvar; a la pedrera no hagués aguantat gaire».
A Greykey se li va donar el nom de deportat 5124, i va ser identificat, com tots els presoners espanyols, amb un triangle blau, el dels apàtrides (el govern franquista es va desentendre totalment dels presos republicans espanyols), paradoxalment amb la lletra «S» (Spanier, "espanyol" en alemany). Com a més d'espanyol, català i alemany, parlava anglès i francès, va ser destinat a servir la taula del comandant del camp, Franz Ziereis. Posteriorment es va encarregar de la porteria i de la guarda-roba del club dels oficials SS. Com a cambrer va servir a Heinrich Himmler durant una visita que va realitzar al camp el 1941. Ziereis el va presentar al capdavanter nazi com «un negre espanyol [que] vivia a Espanya, [encara que] el seu pare era caníbal i menjava carn humana». Poc abans del final de la guerra, una resposta poc adequada el va portar a perdre la seva condició de pres privilegiat (prominenten). Si no va morir, va ser gràcies a la protecció dels seus compatriotes.
Després de l'alliberament va tornar a França, on romandria la resta de la seva vida i la nacionalitat de la qual va adquirir. Es creu que es va establir en el departament de Sena-Saint Denis, potser en La Courneuve. Es va casar i va tenir, almenys, dos fills. D'acord amb el testimoniatge de la seva filla, va ser ballarí en un cabaret i, posteriorment, electricista. Encara que inicialment va seguir participant en les reunions periòdiques dels antics deportats, eventualment va deixar d'acudir i se li va perdre de vista. Des de 1977 i fins a la seva mort, va militar en l'Aliança Nacional per a la Restauració Democràtica, un grup opositor a la dictadura ecuatoguineana. Va morir a França el 1982.
El 17 de maig de 2023 es va col·locar una llamborda d'homenatge i memòria (stolpersteine) al número 3 de carrer d'Atenes, al barri de Sant Gervasi-Galvany de Barcelona, ja que va ser la seva residència durant un període.